# Manuel Lisandro Barillas Bercián
Manuel Lisandro Barillas Bercián (Quetzaltenango, 17 gennaio 1845 – Città del Messico, 15 marzo 1907) è stato un politico guatemalteco.
È stato il Presidente del Guatemala dal marzo 1886 al marzo 1892. Nel 1907 è stato assassinato in Messico.